# Sylwan (Șpan)
Sylwan, imię świeckie Ciprian Șpan (ur. 5 marca 1970 w Gura Râului) – duchowny Rumuńskiego Kościoła Prawosławnego, od 2008 biskup Włoch. 

## Życiorys
Święcenia diakonatu przyjął 21 stycznia 1994, a prezbiteratu 6 marca. Chirotonię biskupią otrzymał 21 października 2001. W czerwcu 2016 r. był członkiem delegacji Patriarchatu Rumuńskiego na Święty i Wielki Sobór Kościoła Prawosławnego.